# Thiền trượng

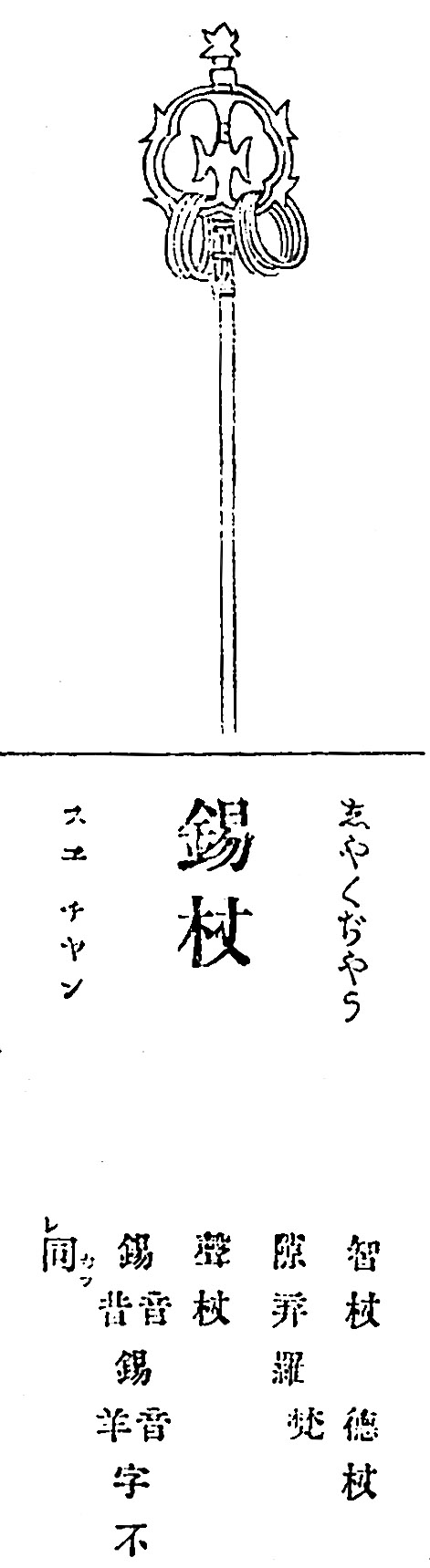

Thiền trượng (devanagari: खक्खर; tiếng Phạn: khakkhara (gậy phát âm thanh); phồn thể: 禪杖 / giản thể: 禅杖 / bính âm: chánzhàng), cũng gọi tích trượng (錫杖; gậy thiếc), là một loại gậy có gắn những vòng kim loại được sử dụng chủ yếu trong các nghi thức cầu kinh của Phật giáo, và cũng được dùng như vũ khí. Thiền trượng có nguồn gốc từ Ấn Độ. Tiếng leng keng từ những vòng kim loại trên gậy phát ra để báo cho các sinh vật nhỏ (chẳng hạn như côn trùng) tránh đường để khỏi bị giẫm phải. Thời cổ đại, nó còn được dùng để xua đuổi động vật nguy hiểm. Âm thanh phát ra từ thiền trượng còn báo hiệu cho các tín hữu rằng có 1 nhà sư đang ở gần đấy cần được thí thực.